# Кузнецов, Иван Семёнович (капитан 1-го ранга)
Иван Семёнович Кузнецов (1871 — 15 декабря 1917, Малахов курган, Севастополь) — русский морской офицер, капитан 1-го ранга. Участник Первой мировой войны. Командир линкора «Ростислав», Георгиевский кавалер. Командир линкора «Императрица Мария» на момент его гибели от взрыва.

## Биография
Родился в 1871 году. Закончил Морской кадетский корпус в 1891 году. Капитан 2-го ранга, командир канонерской лодки «Запорожец» (1910-1911). В 1914 году начальник 2-го, позднее 3-го дивизиона Минной бригады. Участник Первой мировой войны. Капитан 1-го ранга, командир линейного корабля «Ростислав» (24.12.1914 — 1916), участник боя у Босфора 10 мая 1915 года в прикрывающем отряде, который «Гебен» избрал для атаки. Награждён Георгиевским оружием, ВП по Морскому ведомству от 14.03.1916 № 198. 
Командир флагмана Черноморского флота, линкора дредноутного типа «Императрица Мария» (3 августа 1916 - октябрь 1916). Находился на борту во время взрыва 20 октября 1916 года на севастопольском рейде. При взрыве не пострадал. В разгар аварии командир корабля, капитан 1-го ранга Кузнецов, отдал распоряжение:«Кингстоны открыть! Команде спасаться! Корабль затопить!».
Командир линкора капитан 1-го ранга И. С. Кузнецов был отдан под суд. Приговор о его наказании должен был вступить в силу после окончания войны. Командир Минной бригады Черноморского флота. Во время красного террора в Севастополе зимой 1917-1918 годов бывший командир «Императрицы Марии» без суда вместе с другими офицерами Черноморского флота был расстрелян 15 декабря 1917 года на Малаховом кургане. 